# Svalbard rénszarvas
A Svalbard rénszarvas (Rangifer tarandus platyrhynchus) az emlősök (Mammalia) osztályának párosujjú patások (Artiodactyla) rendjébe, ezen belül a szarvasfélék (Cervidae) családjába tartozó rénszarvas (Rangifer tarandus) egyik eurázsiai alfaja.

## Előfordulása
A Svalbard rénszarvas előfordulási területe kizárólag a norvégiai Spitzbergákon, norvég nevén a Svalbardon van. Ezeken a szigeteken, már 5000 évvel ezelőtt is létezett. Ez a legészakibb párosujjú patás.

## Megjelenése
A rénszarvas alfajok között ez a legkisebb termetű. A bika átlagos testtömege 65-90 kilogramm, míg a sutáé 53-70 kilogramm. A többi alfajnál együttvéve, az átlagos testtömeg a bikánál 159-182 kilogramm és a sutánál 80-120 kilogramm. A Svalbard rénszarvas kis és tömzsi testét rövid lábak hordozzák. A feje kerekített. A szőrzete világos és vastag; télire majdnem teljesen fehérre változik. A bika áprilistól júliusig növeszti az agancsát; a háncs augusztus-szeptemberben hámlik le. Télen lehullik az agancsa. A suta június elejétől kezdi növeszteni az agancsát; mely egy évig is a fején marad.

## Életmódja
E szigeten levő tundrák lakója. Zuzmókkal és lágy szárú növényekkel táplálkozik.

## Képek

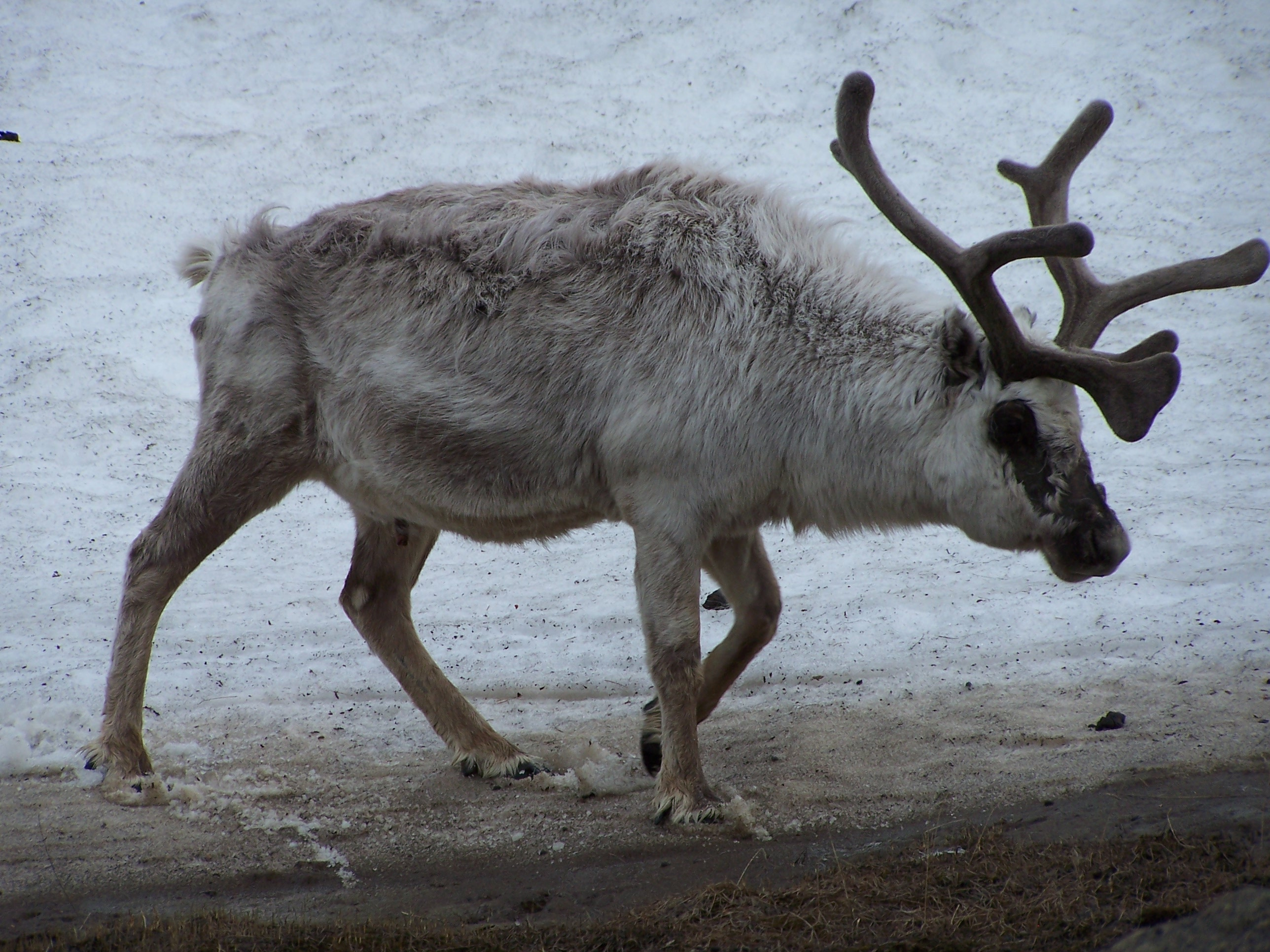
Bikák
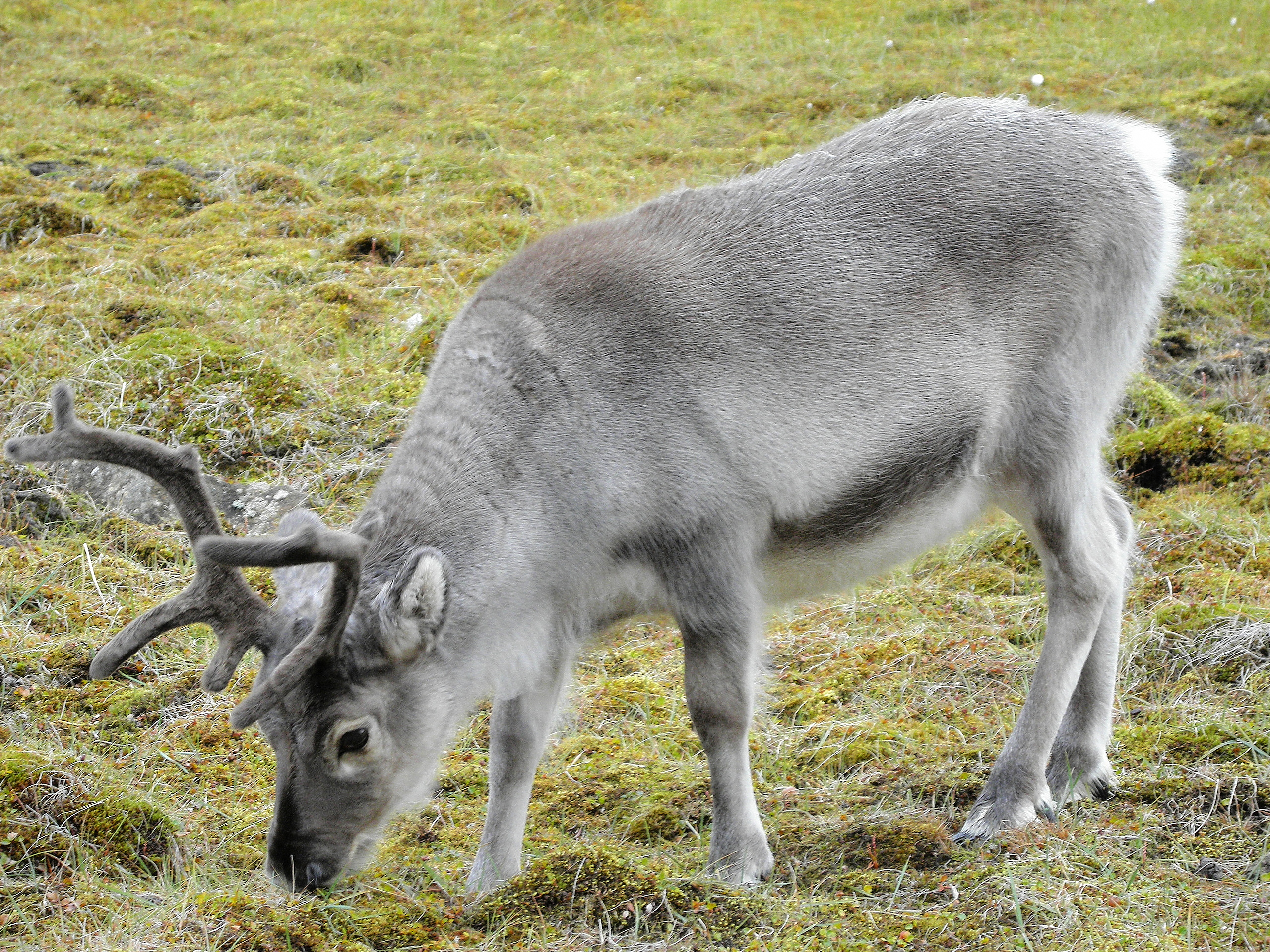
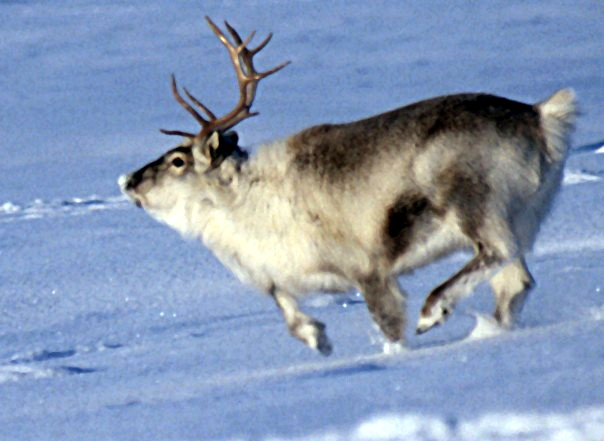
Futó suta
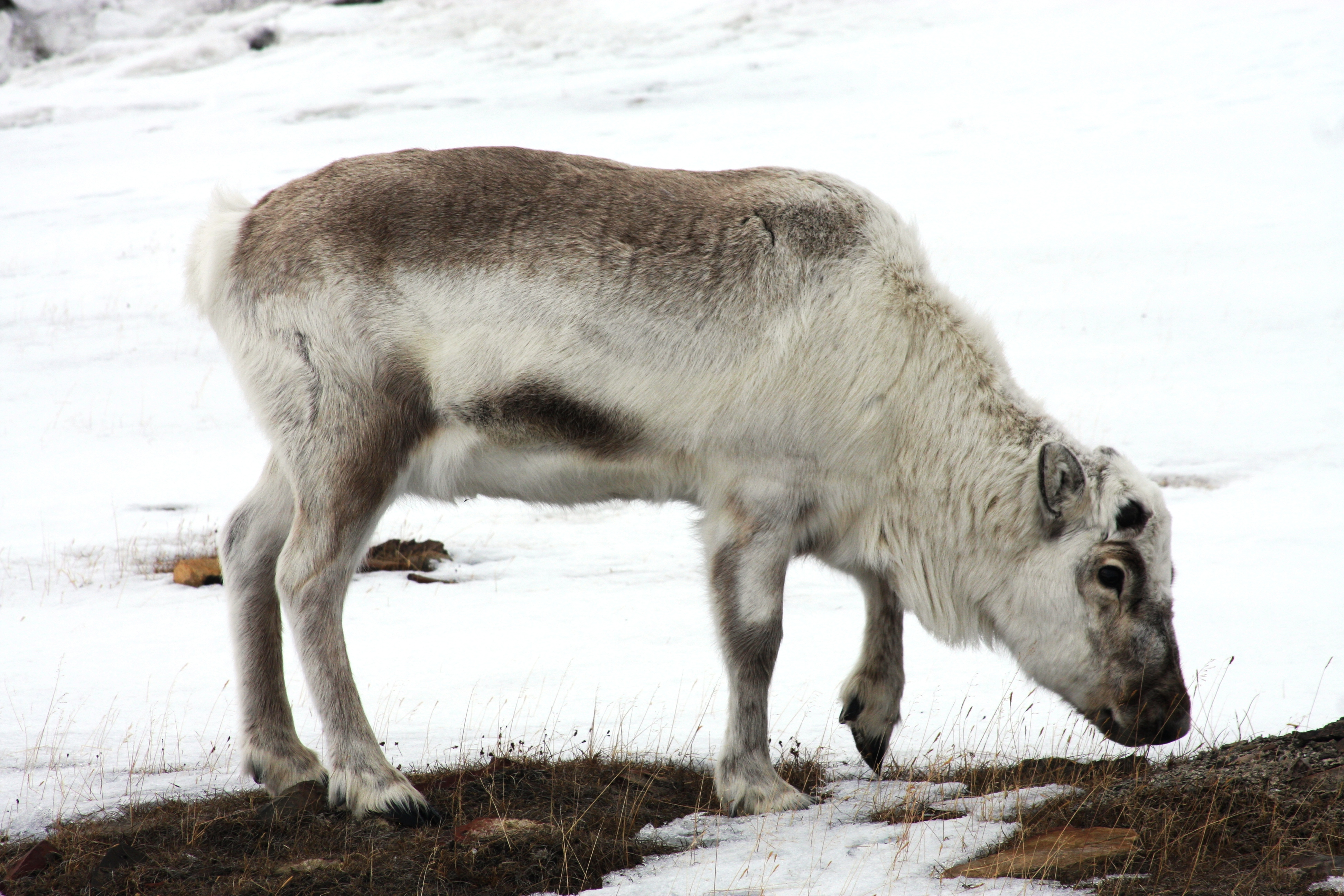
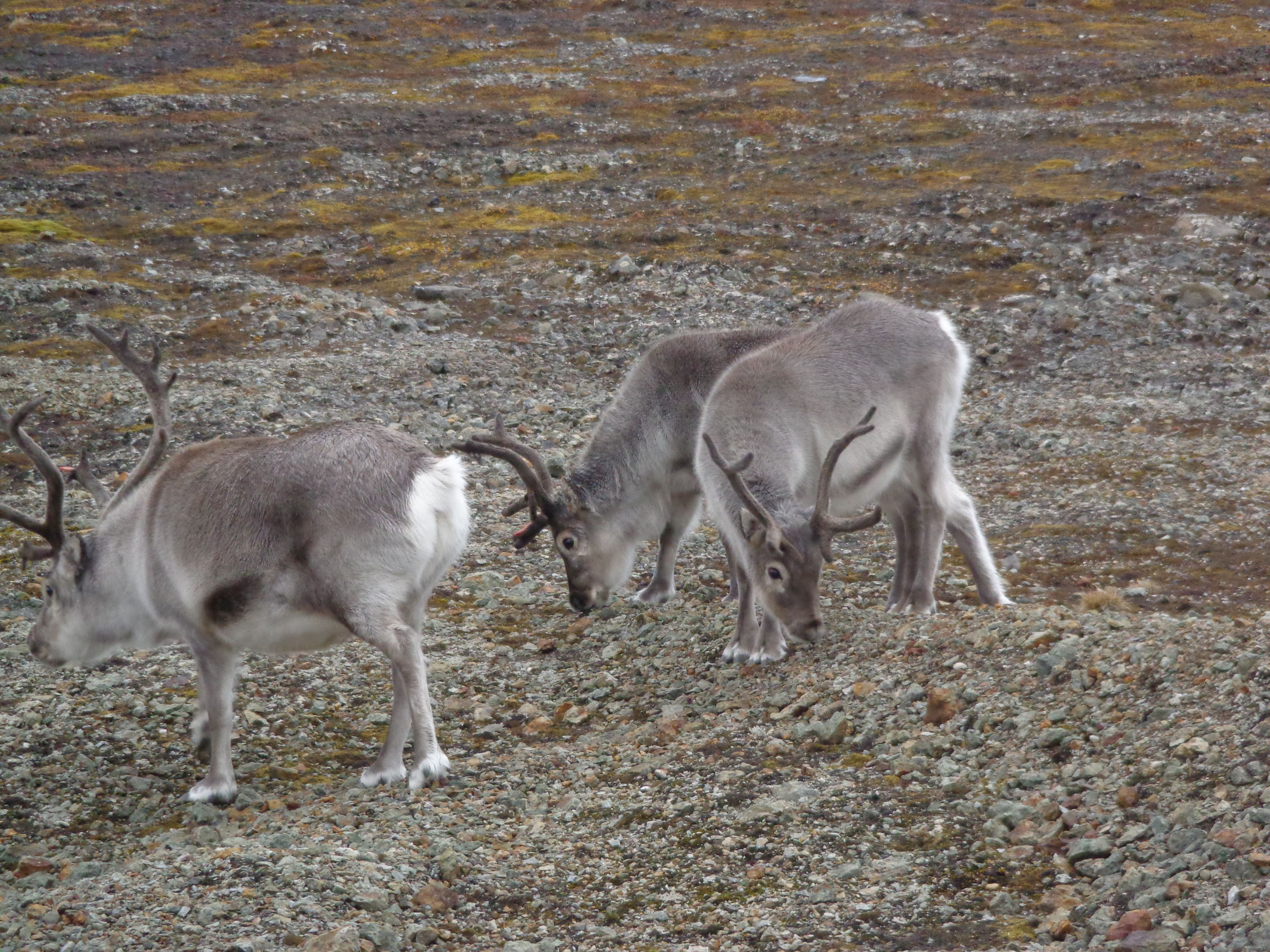
Kis csorda

## Fordítás
- Ez a szócikk részben vagy egészben  a   Svalbard reindeer című angol Wikipédia-szócikk ezen változatának fordításán alapul.  Az eredeti cikk szerkesztőit annak laptörténete sorolja fel. Ez a jelzés csupán a megfogalmazás eredetét és a szerzői jogokat jelzi, nem szolgál a cikkben szereplő információk forrásmegjelöléseként.